# Gary Robertson
Gary David Robertson (* 12. April 1950 in Oamaru) ist ein ehemaliger neuseeländischer Ruderer, der 1972 Olympiasieger im Achter wurde.
Bei der Weltmeisterschaft 1970 in St. Catharines belegte der neuseeländische Achter in der Besetzung Warren Cole, Wybo Veldman, Murray Watkinson, John Hunter, Dick Joyce, Dudley Storey, Gary Robertson, Gilbert Cawood und Simon Dickie den dritten Platz hinter den Booten aus der DDR und aus der Sowjetunion. Drei Ruderer aus diesem Boot waren bei den Olympischen Spielen 1968 im Achter angetreten und Vierte geworden, drei Ruderer und Steuermann Simon Dickie waren im Vierer mit Steuermann Olympiasieger geworden; neu waren Watkinson und Robertson, wobei Robertson der Neffe des Trainers Rusty Robertson war.
Nach einigen Umbesetzungen trat der Achter 1971 bei der Europameisterschaft in Kopenhagen in der Besetzung Tony Hurt, Wybo Veldman, Dick Joyce, John Hunter, Lindsay Wilson, Athol Earl, Trevor Coker, Gary Robertson und Simon Dickie an und gewann vor den Booten aus der DDR und der Sowjetunion.
Bei den Olympischen Spielen 1972 auf der Regattastrecke Oberschleißheim bei München gewann der neuseeländische Achter in der gleichen Besetzung wie 1971 in Kopenhagen seinen Vorlauf, unterlag aber im Halbfinale dem Deutschland-Achter. Offenbar hatten die Neuseeländer aber lediglich Kräfte gespart, denn im olympischen Finale siegte das neuseeländische Boot sicher vor den Booten aus den Vereinigten Staaten und der DDR, die Boote aus der Sowjetunion und aus der Bundesrepublik Deutschland blieben dahinter ohne Medaillen.